# Ezio Frigerio
Ezio Frigerio (Milán, 16 de julio de 1930-Lecco, 2 de febrero de 2022) fue un escenógrafo y director artístico italiano, referente de la escena teatral y operística internacional desde los años setenta del pasado siglo XX, montando a lo largo de su dilatada carrera cerca de cuatrocientos espectáculos junto a su esposa, la diseñadora de vestuario Franca Squarciapino.

## Biografía
Fue estudiante de arquitectura, para luego trabajar como tripulante en un barco.  Una enfermedad le obligó a abandonar el mar. Tuvo inicios en la pintura y fue también discípulo del pintor Mario Radice. Se inició como diseñador de vestuario con Giorgio Strehler, con quien trabajó durante más de cuarenta años, en el Piccolo Teatro  de  Milán  con la obra de Federico García Lorca, La  casa  de  Bernarda  Alba. En 1963 conoció a la que sería su esposa y compañera de trabajo, la diseñadora de vestuario Franca Squarciapino, con la que logró grandes éxitos internacionales en sus producciones teatrales, operísticas y de ballet.
En el cine, empezó con el director Vittorio de Sica y ha trabajado también con Liliana Cavani y con Bernardo Bertolucci en la película Novecento.

## Premios y nominaciones
Premios Óscar
| Año  | Categoría                 | Película           | Resultado |
| ---- | ------------------------- | ------------------ | --------- |
| 1991 | Mejor dirección artística | Cyrano de Bergerac | Nominado  |